# Oreshak (Lovech)
Oreshak (en búlgaro: Орешак; tr.: Oreszak) es una aldea localizada al norte de Bulgaria. Se encuentra ubicada en el municipio de Troyan, Provincia de Lovech.

## Geografía
Ubicada a 8 km. al este del centro de la cabecera del municipio de Troyan, provincia de Lovech.

## Las atracciones culturales y naturales
Sin duda el monumento más importante de la región es el Monasterio que es uno de los lugares más importantes en términos de interés cultural e histórico en Bulgaria, situado en las orillas del río Cherni Osam.

## Los eventos regulares

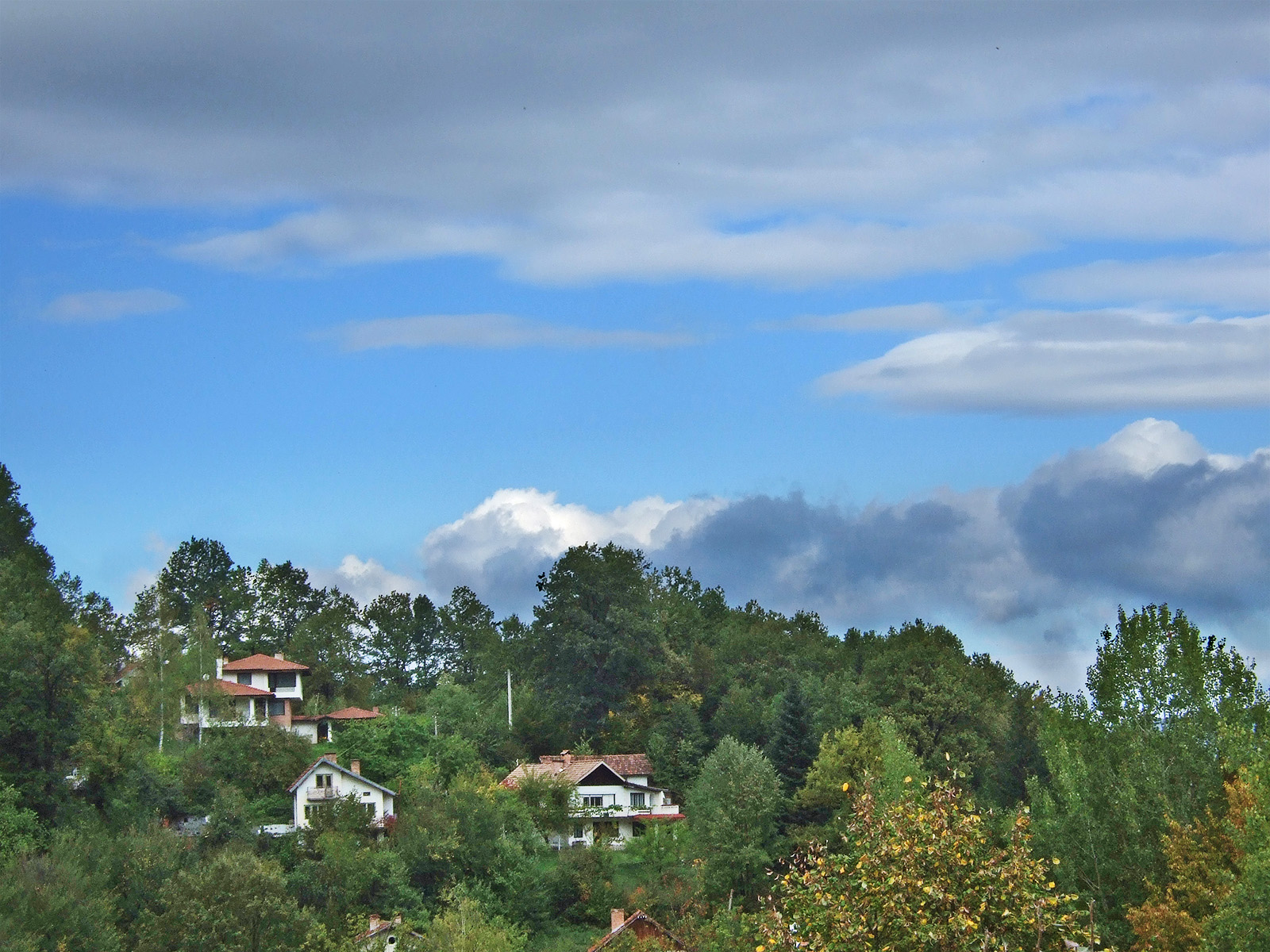
Panorámica de Oreshak

### Exposición Nacional de Artes y Oficios
El Salón Nacional de Artes y oficios en Oreshak es el único lugar en Bulgaria, donde artistas de todo el país exponen sus obras de arte. La exposición fue creada en 1971 y está construido sobre una superficie de 50 hectáreas, cuenta con 8 salas con una superficie total de exposición de 4.500 metros cuadrados y una sala de conferencias multiuso. El objetivo principal de la exposición es mostrar la parte original del genio artístico búlgaro, artesanías tradicionales y fomentar su desarrollo. Esto se logra a través de organizaciones internacionales, nacionales, derechos de autor y otras exposiciones de artistas de todo el país y en el extranjero.
La Exposición Nacional de Artes y Oficios se estableció en 1971, cuando se llevó a cabo la primera exposición nacional de la artesanía tradicional. Desde el año 1978 marcó el inicio de la participación internacional. En 1981 se celebró la primera exposición internacional de la artesanía tradicional de artistas de 16 países en 1984, una segunda exposición internacional con la participación de representantes de 20 países en 1988, el tercero con la participación de 25 países.
El motivo de establecer la exposición en Oreshak se origina en la segunda mitad del siglo XVIII debido a que se encuentra cerca de Monasterio de Troyan, su fiesta "Asunción" se celebra el 15 de agosto, marcando el comienzo de una feria de artesanías, hasta convertirse en una de las más grandes en el norte de Bulgaria, convirtiéndose así en un lugar de encuentro entre artistas de todo Bulgaria.
A mediados del siglo XX y con un renovado interés en las obras de arte popular y artesanal. En 1967, los maestros de la artesanía popular se unen en una organización llamada la Asociación de Maestros de la Artesanía popular, con sede en Sofía.
Anualmente, el complejo organiza exposiciones nacionales e internacionales de artistas búlgaros y extranjeros. En las salas de visualización cerámica, madera, metales, telas, bordados, joyas, armas y mucho más. La exposición es el bazar y los artículos se pueden comprar de inmediato.

### Fiesta de Ciruelas
Uno de los atractivos de la zona es Feria del Aguardiente de ciruela que se celebra cada año a finales de septiembre, con concursos y demostraciones culinarias.

## Otros
En 2011 la población era de 2.142 habitantes. Madera (impresión, talla, muebles recuerdo espiral, madera contrachapada, embalaje), fundición de metales, metal, cerámica. Cultivos forrajeros, frutales (ciruelas, manzanas), bayas, ovejas, ganado vacuno.
Composición étnica de la población:
| Nacionalidad | Número de personas | Porcentaje |
| ------------ | ------------------ | ---------- |
| Búlgaros     | 1990               | 97,7%      |
| Gitanos      | 32                 | 1,6%       |
| Turcos       | 13                 | 0,6%       |
| Total        | 2037               |            |

| Gráfico de la distribución de la población de Oreshak según grupos de edad |
| --- |
| |
| |
| Fuente: «Instituto Nacional de estatidisticas. Población por región, comunidad, lugar poblado 01.02.2011» (en búlgaro). Archivado desde el original el 22 de abril de 2012. Consultado el 18 de marzo de 2012. |

## Personalidades
- Maximo Plovdiv (1850 - 1938), Skopie, Lovech y Metropolitano Plovdiv
- Clemente Stara Zagora (1897 - 1967), obispo de Stara Zagora 1940
- Sofronio Dorostol-Cherven (1897 - 1995), obispo de la Metropolitano Dorostol-Chervenski
- Máximo de Bulgaria (1914 - 2012), el Patriarca de toda Bulgaria y Metropolitano de Sofía
- Tsocho Bilyarski (nacido en 1949), historiador búlgaro